# Chiesa di Santa Maria alla Querciola
La chiesa di Santa Maria alla Querciola si trova nel comune di Calenzano, in provincia di Firenze.

## Storia e descrizione
Ha fondazione anteriore al XIII secolo con patronato del popolo, che passò dal XV al XVIII secolo ai Guasconi, patrizi fiorentini, il cui stemma è presente in facciata.
Ad una navata, con tetto a capriate, fu allungata nel XVI secolo, quando venne innalzato un altare laterale con una tela della Madonna del Rosario.
Conserva un pregevole organo della fine del Settecento.